# Alastor (zespół muzyczny)
Alastor – polski zespół grający muzykę thrash metal, jeden z prekursorów tego gatunku na polskiej scenie muzycznej. Powstał w Kutnie w 1986 roku.
Zespół występował na wszystkich większych festiwalach metalowych oraz rockowych: Metal Battle, Metalmania, FMR Jarocin, Rock Festiwal Węgorzewo, Strash’ydło w Ciechanowie, Mayday Festiwal, Dramma, Wojna z trzema schodami i wiele innych.

## Historia
W roku 1989 wydano debiutancki album Syndroms of the Cities, wydany przez włoską wytwórnię Metalmaster w całej Europie. Polskojęzyczna wersja płyty pojawiła się w roku następnym tylko pod postacią kasety wydanej przez firmę Polmusic. Współpracę z katowickim Metal Mind Productions zakończył nagrany w roku 1990 album Przeznaczenie, rok później zarejestrowany jako The Destiny. Zastój we współpracy spowodowany był, jak twierdzili przedstawiciele wytwórni, „brakiem koniunktury” na prezentowaną przez zespół muzykę i przyczynił się do wygaśnięcia współpracy.
W roku 1992 zespół wydał kasetę z nowymi propozycjami w Carnage Records Garage'92 – Live Sesion. Po kilku występach na jarocińskim Alastor stanął do konkursu festiwalowego w sierpniu 1993 roku. Zwycięstwo w Jarocinie przyczyniło się do nagrania albumu Zło, wydanego przez Loud Out Records. Później Alastor stał się kwartetem i już bez Osieckiego stworzył w 1997 roku album Żyj, gnij i milcz, którą wydano pod szyldem Sound Factory Records, należącym do firmy Morbid Noizz. Mimo pozytywnych recenzji, wydawnictwo nie poparte promocją nie odniosło sukcesu komercyjnego, a zespół zawiesił działalność.
W roku 2002 miała miejsce pierwsza próba reaktywacji zespołu. Na miejsce Osieckiego pojawił się Radosław „Zwolak” Zwoliński z gostynińskiego Spin, później odszedł Frydrysiak, a do współpracy zostali zaproszeni: Jacek Kurnatowski – bas (ex Spin) oraz Marcin „Crowbar” Bilicki – gitara (ex Projekt Q).
We wrześniu 2006 ukazało się złożone z trzech utworów demo, zapowiedź nowego albumu. Sam album, zatytułowany Spaaazm, wydano w 2009 roku. Do składu wrócił Radosław Zwoliński, tym razem w roli basisty. W 2010 roku nowym wokalistą został Mish Jarski, który zastąpił Roberta Stankiewicza. Latem 2011 roku nastąpiła kolejna zmiana w składzie – Radka Zwolińskiego zastąpił Jakub Kubasiński. W tym składzie (Bryłka – Matuszewski – Bilicki – Jarski – Kubasiński), po serii udanych koncertów, jesienią 2011 roku zespół nagrał w podolkuskim ZED Studio materiał na album Out of Anger. Płyta była w całości anglojęzyczna i miała swoją premierę w listopadzie 2012 roku.
Na początku 2012 roku po 6 latach z zespołu odszedł Marcin „Crowbar” Bilicki, a jego miejsce zajął Artur „Naho” Banach. W lutym 2014 roku zespół opuścili Artur „Naho” Banach i Tomasz „Nordyk” Dobrzeniecki a ich miejsca zastąpili odpowiednio Piotr Szoszkiewicz i Mariusz Matusiak. Jesienią 2017 na miejsce Mariusza Matusiaka dochodzi Wojciech „Wojtomierz” Milewski (ex Toxic Bonkers) oraz do zespołu powraca Artur „Naho” Banach. W tym składzie zespół działa do 2020, grając między innymi Metalmanie w 2018, Rock & Rose fest, oraz liczne koncerty u boku Turbo, Wolf Spider i Kat & Roman Kostrzewski. W styczniu 2020 po 10 latach rozchodzą się drogi z dotychczasowym wokalistą Michałem „Mish” Jarskim. W lutym 2020 na swoim profilu facebook, zespół ogłosił powrót pierwszego wokalisty Roberta Stankiewicza.

## Muzycy
| Obecny skład zespołu - Sławomir „Bryłas” Bryłka – perkusja (od 1986) - Mariusz „Maryś” Matuszewski – gitara (od 1986) - Robert „Stonek/Stryj” Stankiewicz – śpiew (1986–2010, od 2020) - Artur „Naho” Banach – gitara (2012–2014, od 2017) - Wojciech „Wojtomierz” Milewski (od 2017) | Byli członkowie zespołu - Grzegorz Frydrysiak – gitara basowa (1986–2001) - Waldemar Osiecki – gitara (1986-1994) - Radosław „Zwolak” Zwoliński – gitara (2000–2001), gitara basowa (2008–2011) - Jacek Kurnatowski – gitara basowa (2005–2008) - Marcin „Crowbar” Bilicki – gitara (2005–2012) - Jakub Kubasiński – gitara basowa (2011–2013) - Tomek „Nordyk” Dobrzeniecki – gitara basowa (2013–2014) - Piotr „Szycha” Szoszkiewicz – gitara (od 2014–2017) - Mariusz „Metys” Matusiak – gitara basowa (od 2014–2017) - Michał „Mish” Jarski – śpiew (od 2010–2020) |

## Dyskografia
- Syndroms of the Cities (1989, Metal Master Records)[4]
- Zło (1994, Loud Out Records)[5]
- Żyj, gnij i milcz (1997, Sound Factory)[6]
- Spaaazm (2009, Metal Mundus)[7]
- Destiny (2012, Metal Mind productions)[8]
- Out of Anger (2012, Metal Mind productions)[9]